# Essen Original

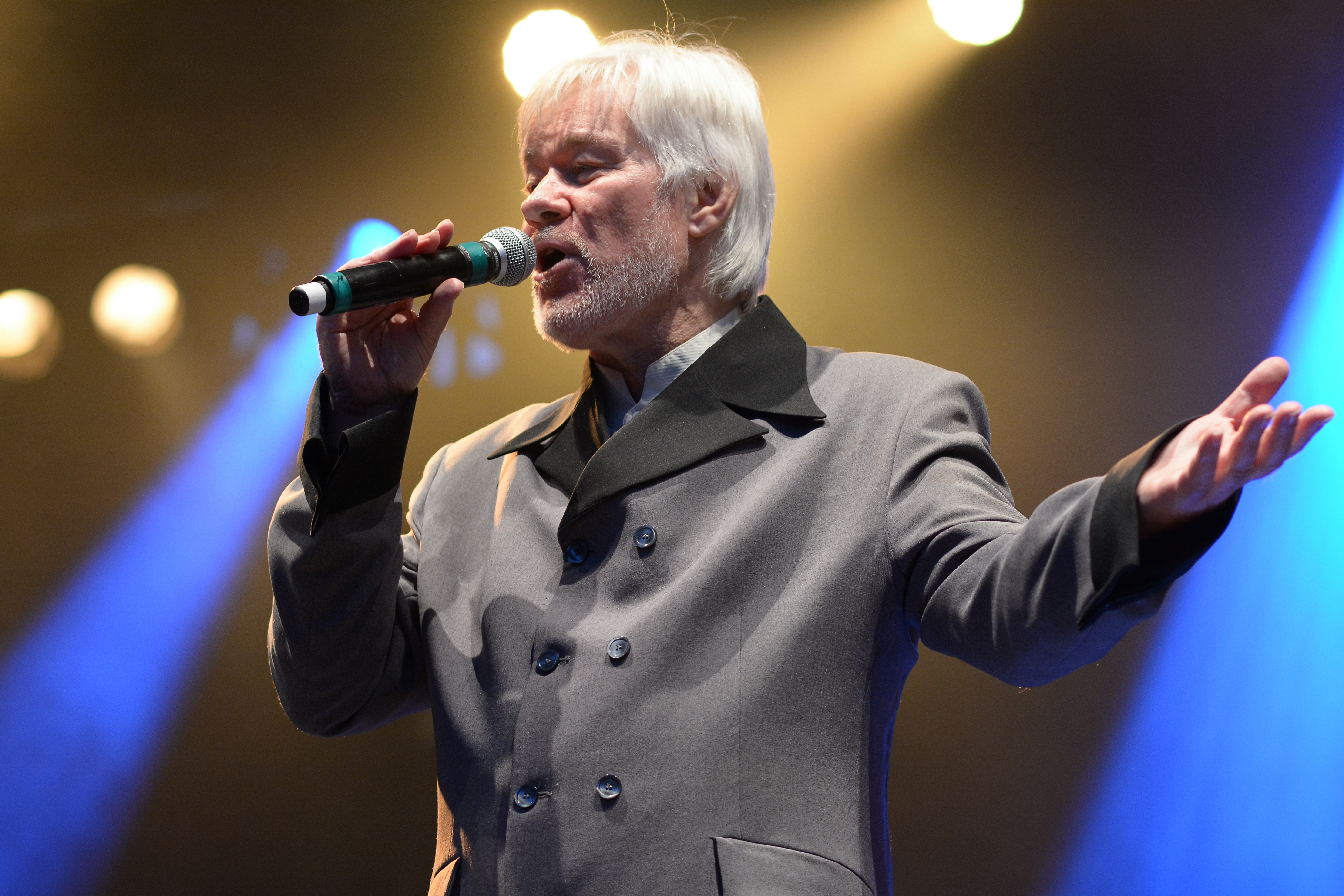
Peter Petrel bei Essen.Original. 2014

Essen Original (früher auch: Essen.Original.) ist das größte Stadtfest in Essen und findet seit 1996 in der Essener Innenstadt statt. 2022 wurde es erstmalig vom Herbst in das Frühjahr vorgezogen. Seither findet es am Muttertagswochenende statt.
Der Veranstalter, die Essen Marketing GmbH (EMG), präsentiert auf verschiedenen Bühnen in der Essener Innenstadt unter dem Motto „umsonst & draußen“ neben national und international bekannten Musikern auch und lokale Bands aus Essen und dem Ruhrgebiet. Die zentrale Bühne befindet sich auf dem Kennedyplatz, weitere Bühnen stehen auf dem Kopstadtplatz und dem Burgplatz. Im Gegensatz zu früheren Zeiten ist Essen Original heute kein reines Musikfestival mehr, sondern eher ein klassisches Stadt- bzw. Begegnungsfest.

## Geschichte
Essen Original fand 1996 im Rahmen der Feierlichkeiten zum 100. Großstadt-Jubiläum zum ersten Mal statt und ist seitdem ein fester Bestandteil des Essener Veranstaltungskalenders mit jährlich rund 150.000 Besuchern, wobei 2006 mit rund 1.000.000 Besuchern das erfolgreichste war.
Die unterschiedlichsten Musikrichtungen fanden auf den verschiedenen Bühnen ihren Platz, neben Rock ’n’ Roll, Rock, Metal, Dark Music, Pop, Hip-Hop, Reggae, Ska waren auch Jazz, Schlager und Klassik sowie viele weitere Musikrichtungen vertreten. Darüber hinaus wurden verschiedene Musical- und Comedy-Programme präsentiert.
Vom 10. bis zum 12. September 2010 feierten rund 200.000 Musikfans vor sechs Bühnen die 15. Auflage des Stadtfests, das in diesem Jahr als Local Hero zum offiziellen Programm des Kulturhauptstadtjahres zählte.
Das Festival wurde während seines Bestehens bereits mehrfach in Größe (Anzahl und Prominenz der Künstler) und Ausrichtung bezüglich der vertretenen Musikstile verändert. Zwischenzeitlich ging die Besucherzahl auf unter 100.000 zurück (2017: knapp 85.000 Besucher).
2009 kam es zu einer grundlegenden Neuausrichtung des Festivals. Alternative Musikrichtungen wie z. B. Metal, Gothic oder Hip-Hop sollten nicht mehr präsentiert werden. Stattdessen sollte das Angebot stärker an einem Publikum 30Plus ausgerichtet werden. Dadurch verlor das Programm insbesondere für Jugendliche und junge Erwachsene an Attraktivität. Als Folge bildete sich das Kulturprotestbündnis Essen Originell. Das Bündnis besteht aus zahlreichen Künstlern, Privatpersonen, Organisationen und Firmen. Da das Bündnis nicht mit der Neuausrichtung des Festivals einverstanden war, veranstaltete es während des Essen.Original 2009 ein alternatives Musikfestival mit dem Namen Essen Originell in der Essener Innenstadt. In der durch diese Aktion angestoßenen öffentliche Diskussion wurde die Position der EMG mehrheitlich sehr kritisch gesehen. Der große öffentliche Druck führte schließlich dazu, dass die EMG sich von ihrer ursprünglichen Position verabschiedete. Unmittelbar nach dem Essen.Original 2009 ließ die EMG in einem Interview mit der Neuen Ruhr Zeitung verlauten, dass die Aktionen von Essen Originell im Rahmen waren und sie 2010 wieder eine eigene Bühne haben können.

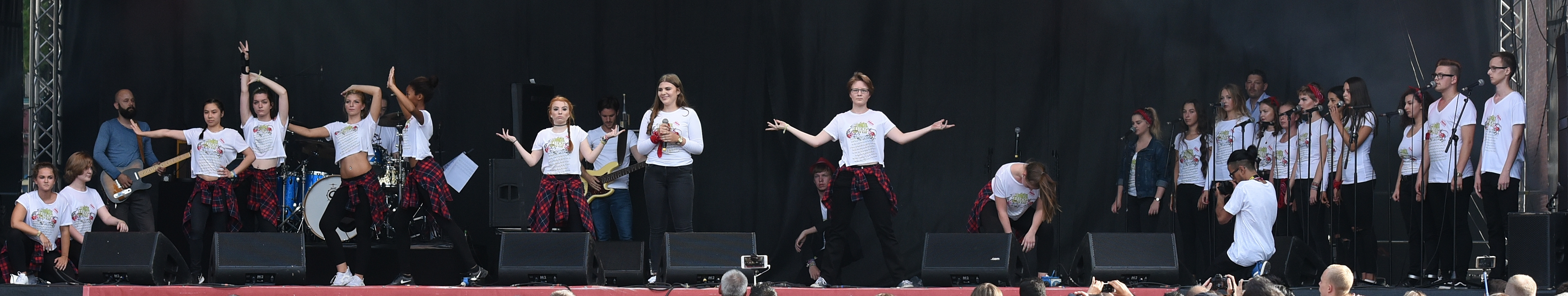
Essenz bei Essen.Original. 2016

Dieses Versprechen löste die Essen Marketing GmbH im Kulturhauptstadtjahr 2010 ein. Nach erfolgreichen Verhandlungen zwischen der EMG und dem Bündnis kam es im Mai 2010 zur Einigung. So präsentiert Essen Originell als eigenständiges Festival progressive Musikinhalte in der nördlichen Innenstadt. Vereinbarungsgemäß organisierte das Bündnis unter dem Motto Subculture Unlimited einen Festivalmarkt sowie die Leo-Store-Bühne auf der in den drei Tagen 23 nationale und internationale Bands sowie zahlreiche Showacts auftraten. Auf der nach dem Hauptsponsor benannten Leo-Store-Bühne traten Musiker aus den verschiedensten Bereichen auf, der Schwerpunkt lag jedoch im Bereich Dark Music. Bei der benachbarten Turock-Bühne richtete sich der Focus mehr auf das Metal-Genre. Beide Bühnen wurden im Gegensatz zu den Bühnen von Essen.Original rein privatwirtschaftlich finanziert. Als Hommage an die beiden Kulturhauptstädte Essen und Istanbul trat auf der Leo-Store-Bühne die Istanbuler Mädchen-Metalband The Pigskins auf.
2017 trennte die Essener Marketing-Gesellschaft ihr Festival Essen.Original. von dem privat veranstalteten, aber in das Gesamtkonzept eingebundene Turock Open Air der gleichnamigen Diskothek am Viehofer Platz. Ausschlaggebend dafür war die Notwendigkeit eines neuen Sicherheitskonzeptes und weiterer Genehmigungen, da das Metal-Festival, gegenläufig zur Gesamtveranstaltung, zunehmende Besucherzahlen verzeichnet. Da die Marketinggesellschaft für die damit verbundenen Unkosten nicht aufkommen wollte, löste sie die Metal-Bühne aus dem Programm. Das Festival fand mehrere Jahre komplett eigenständig losgelöst von Essen.Original. statt.
Im Jahr 2018 fiel Essen Original mit dem NRW-Tag zusammen, den Feierlichkeiten zum Geburtstag des Landes Nordrhein-Westfalen. Das Fest wurde um einen großen Begegnungsanteil erweitert. Es kamen etwa 400.000 Besucher. Danach passte der neue Geschäftsführer der EMG das Konzept an. Essen Original wurde künftig als Stadt-Festival beworben. Die drei Bühnen wurden programmatisch ausgerichtet in Mainstream, junge Bühne und Heimat-Bühne. Hinzu kam die Original Essen Meile, auf sich Institutionen, Organisationen und Vereine aus Essen präsentieren. 2020 und 2021 fiel Essen Original aufgrund der Pandemie aus. Im Jahr 2022 fand das Fest erstmalig am zweiten Mai-Wochenende statt und feierte mit 150.000 Besuchern ein erfolgreiches Comeback.